# Hopedale (Ohio)

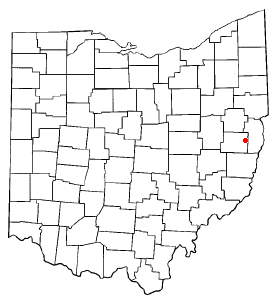
Hopedale na planie stanu Ohio

Hopedale – wieś w USA, w stanie Ohio, w hrabstwie Harrison.

## Historia
Hopedale zostało platerowane w 1849 roku. Poczta działa w Hopedale od 1850 roku.

## Geografia
Według United States Census Bureau, wieś ma łączną powierzchnię 2,90 kilometrów kwadratowych (1,12 mil²), w całości stanowią grunty.

## Demografia
Liczba mieszkańców w 2000 roku wynosiła 984.